# Liste der Einträge im National Register of Historic Places im Palo Pinto County
Die Liste der Registered Historic Places im Palo Pinto County führt alle Bauwerke und historischen Stätten im texanischen Palo Pinto County auf, die in das National Register of Historic Places aufgenommen wurden.

## Aktuelle Einträge
| Lfd. Nr. | Name                                                      | Bild | Datum der Eintragung | Adresse/Lage              | Ort           | ID       | Beschreibung |
| -------- | --------------------------------------------------------- | ---- | -------------------- | ------------------------- | ------------- | -------- | ------------ |
| 1        | Baker Hotel                                               |      | 23. Juni 1982        | 200 E. Hubbard St.        | Mineral Wells | 82004518 |              |
| 2        | First Presbyterian Church                                 |      | 14. Juni 1979        | 410 NW 2nd St.            | Mineral Wells | 79003004 |              |
| 3        | Palo Pinto County Courthouse                              |      | 17. Apr. 1997        | 520 Oak St.               | Palo Pinto    | 97000365 |              |
| 4        | Palo Pinto County Jail                                    |      | 26. Sep. 1979        | Elm St. and 5th Ave       | Palo Pinto    | 79003005 |              |
| 5        | US 281 Bridge at the Brazos River                         |      | 10. Okt. 1996        | US 281, 2.2 mi. N of I-20 | Santo         | 96001126 |              |
| 6        | Weatherford-Mineral Wells and Northwestern Railroad Depot |      | 5. Jan. 1984         | S. Oak St.                | Mineral Wells | 84001953 |              |